# Przegibek (Beskid Żywiecko-Kisucki)
Przegibek (słow. Priehybok) – szczyt w Grupie Wielkiej Raczy w Beskidzie Żywiecko-Kisuckim. Znajduje się na granicy polsko-słowackiej pomiędzy szczytami Majów i Bania. Polska mapa Geoportalu podaje wysokość 1126 m, słowacka 1127 m, przy czym na słowackiej mapie Przegibek utożsamiany jest ze szczytem Bania, również na polskiej mapie Compassu Przegibek to synonim Bani.
Na szczycie Przegibka znajduje się punkt triangulacyjny. Na polską stronę, w kierunku północno-zachodnim, od szczytu Przegibka poprzez przełęcz Przegibek biegnie grzbiet do Będoszki (Bendoszki Wielkiej). Grzbiet ten oddziela Potoku Majów od potoku Z Ciapkowa, z zachodnich stoków Przegibka spływa do niego wiele źródłowych cieków potoku Śrubita. W słowackie, południowo-wschodnie stoki Przegibka wcina się dolina potoku Brlhov potok.
Przegibek znajduje się w głównym grzbiecie Beskidu Żywiecko-Kisuckiego, którym biegnie Wielki Europejski Dział Wodny. Prowadzi przez niego czerwony szlak turystyczny, omija jednak jego wierzchołek, trawersując północne, polskie stoki. Przegibek jest tutaj porośnięty wysokopiennym lasem świerkowym, ale w jednym miejscu biegnie jego obrzeżem z widokami na pokrytą łąkami i zabudowaniami przełęcz Przegibek. Poza rejonem tej przełęczy cały masyw Przegibka jest porosnięty lasem, zarówno po polskiej, jak i słowackiej stronie.
Polskie stoki Przegibka znajdują się w granicach miejscowości Rycerka Górna w województwie śląskim, w powiecie żywieckim, w gminie Rajcza. W regionalizacji fizycznogeograficznej Polski według Jerzego Kondrackiego Przegibek zaliczany jest do Beskidu Żywieckiego, w nowszej polskiej regionalizacji z 2018 roku do Beskidu Żywiecko-Orawskiego, na Słowacji do Beskidu Kisuckiego.

## Szlaki turystyczne
odcinek: Wielka Racza – przełęcz Przegibek – Przegibek, Majów – Majcherowa – Przełęcz pod Rycerzową.